# Аріберт Ангальтський
Принц Аріберт Йозеф Александер Ангальтський (нім. Aribert Joseph Alexander Prinz von Anhalt; 18 червня 1864, Верліц — 24 січня 1933, Мюнхен) — принц-регент Ангальтського герцогства.

## Біографія
Принц Аріберт був п'ятою дитиною і четвертим сином герцога Фрідріха I і Антуанетти Саксен-Альтенбурзької. По лінії батька — онук Леопольда IV і Фрідеріки Вільгельміни Прусської, по матері — Едуарда Саксен-Альтенбурзького і Амалії Гогенцоллерн-Зігмарінген.
В 1894 році принц Аріберт був головою комітету з участі Німеччини в Олімпійських іграх в Афінах в 1896 році, а також президентом Німецького національного олімпійського комітету.
Протягом 1918 року померли два старші брати принца — правлячі герцоги Фрідріх II (21 квітня) і Едуард (13 вересня). Трон успадкував неповнолітній племінник Йоахім Ернст, і на Аріберта були покладені обов'язки регента, але вже 12 листопада 1918 року в ході заворушень принц від імені Йоахіма Ернста відрікся від престолу.
30 грудня 1918 року колишній принц-регент і представники Вільної держави Ангальт заснували «Фонд Йоахіма Ернста», завданням якого була турбота про палаци та сади в Дессау. В 1947 році фонд був перейменований на «Культурний фонд Дессау-Верліц».
Принц Аріберт помер 24 грудня 1933 року в Мюнхені і був похований в сімейному мавзолеї Дессау, пізніше був перепохований на кладовищі Цібіг.

## Сім'я
6 липня 1891 року у каплиці Святого Георгія у Віндзорському замку принц Аріберт одружився з принцесою Марією Луїзою Шлезвіг-Гольштейнською, дочкою князя Крістіана Шлезвіг-Гольштейнського і великобританської принцеси Гелени. Весілля було відсвятковано з великим розмахом. На ньому були присутні численні родичі, включаючи саму королеву Вікторію, принца і принцесу Уельських, німецького імператора Вільгельма II. Церемонію проводив архієпископ Кентерберійський. Шлюб відбувся за активної участі Вільгельма II, який доводився двоюрідним братом нареченій і близьким другом нареченому.
Шлюб був нещасливим і бездітним. У грудні 1900 року Фрідріх I, як правлячий герцог, анулював його. Принцеса Марія Луїза була в той час з офіційним візитом у Канаді і відразу ж повернулася до Англії.

## Нагороди

### Велике герцогство Баденське
- Орден Вірності (Баден) (1889)
- Орден Бертольда I (1889)

### Прусське королівство
- Орден Червоного орла 1-го класу
- Князівський орден дому Гогенцоллернів, почесний хрест 1-го класу

### Інші країни
- Орден Альберта Ведмедя, великий хрест (Ангальтське герцогство; 1882)
- Орден Святого Губерта (Баварське королівство; 1885)
- Орден Генріха Лева, великий хрест (Брауншвейзьке герцогство; 1888)
- Орден Вендської корони, великий хрест (Мекленбург; 15 листопада 1888)
- Орден Лазні, почесний великий хрест з ланцюгом (Британська імперія; 14 липня 1891)
- Орден дому Саксен-Ернестіне, великий хрест

## Вшанування пам'яті
В Кетені і Остернінбургер-Ланді є вулиці Аріберта (нім. Aribertstraße).